# 이소영 (미스코리아)
이소영(1988년 1월 11일 ~ )은 대한민국의 2013년 미스코리아 대구 선(善)이다.

## 프로필
- 출생: 1988년 1월 11일
- 신체: 170.4cm, 52.8kg, 33-24-36
- 학력: 충남대학교 회화과
- 수상: 2010년 영주풍기인삼아가씨 미(美), 2011년 미스코리아 경북 섬백리향, 2012년 미스 투어리즘 퀸 인터내셔널 코리아 2위, 2013년 미스코리아 대구 선(善)
- 경력:2011년 미스 올 네이션스 top11& 인기투표 1위수상,2012년 미스 요팅 모델 인터네셔널 미스 뷰티풀 스마일 수상
- 취미: 요리, 인물그리기
- 특기: 페이퍼아트, 메이크업